# Wilderness (álbum)
Wilderness é o segundo álbum de estúdio do cantor Brett Anderson, vocalista da banda de rock Suede, lançado em setembro de 2008. O disco traz canções em formas minimalistas, seja com piano, strings, violão e outros instrumentos. O projeto recebeu críticas mistas

## Faixas
1. "A Different Place" – 4:12
2. "The Empress" – 3:39
3. "Clowns" – 3:03
4. "Chinese Whispers" – 3:21
5. "Blessed" – 4:41
6. "Funeral Mantra" – 2:57
7. "Back to You" part. Emmanuelle Seigner – 3:14
8. "Knife Edge" – 3:02
9. "P. Marius" – 4:37
10. "Symmetry" – 2:40 (faixa-bônus do iTunes)